# Bunkai
Bunkai (分解?), significa literalmente "análisis" o "deconstrucción" (desmontar para su análisis) y hace alusión a un término usado en las artes marciales japonesas referido a las aplicaciones de combate de las técnicas extraídas de los movimientos de las katas o "formas". Sean estas en ejecutadas en solitario como en el caso del karate, o en parejas como en el caso del Kendo, Judo, Aikido, Jiu-jitsu tradicional japonés, Iaido y el kobudo. Los katas pueden incluir no solo ejercicios de acondicionamiento físico específico, técnicas y tácticas en el combate sin armas, sino además el manejo de armas tradicionales.
El estudio y repetición consciente de los bunkai ayuda al practicante a comprender el significado de cada uno de los movimientos de las formas o kata como sistema de defensa personal. El bunkai puede tener distintas aplicaciones, sea ya que las técnicas pueden ser flexibles y similares entre sí, habiendo sido resumidas a veces varias técnicas en un solo movimiento en el kata. 
Los bunkai son normalmente ejecutados por parejas o por equipos, donde uno de los practicantes hace de atacante y el otro utiliza la secuencia del kata para defenderse. A medida que se avanza en el conocimiento marcial, se incrementa la potencia y el ritmo en la ejecución del bunkai, lo que requiere mayor concentración y control del propio movimiento, además para lograr realismo sin lastimar al compañero. Ayuda a desarrollar los reflejos y la velocidad. Implica considerar tanto los movimientos como la distancia en relación con el oponente, dictadas o no por la propia kata, pero que se deducen de su aplicación a la realidad de un combate.
Tradicionalmente el bunkai se clasifica como: Omote (o de significado evidente), Ura (o con significado oculto) y Oyo (o de interpretación "libre").
Junto con el kihon (fundamentos), kumite (combate) y el kata (forma), el bunkai es el complemento que permite la aplicación de los principios pertenecientes al gendai budo o artes marciales tradicionales japonesas. Al contexto formativo, deportivo, o a la defensa personal.